# Johanneskirche (Crailsheim)

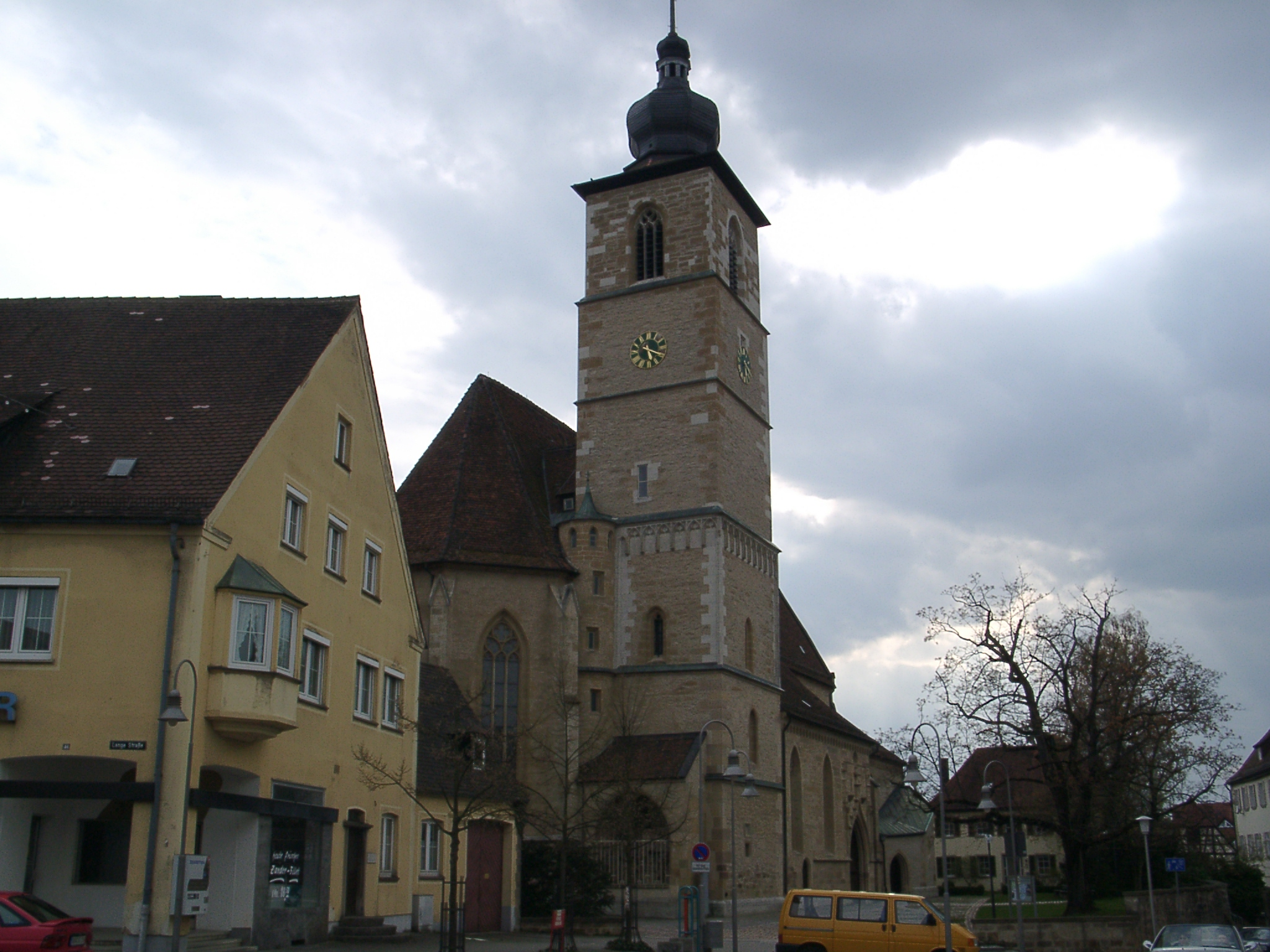
Die Johanneskirche aus nordöstlicher Richtung

Die Johanneskirche in Crailsheim, einer Stadt im baden-württembergischen Landkreis Schwäbisch Hall ist eine von 1398 bis 1440 errichtete und Johannes dem Täufer gewidmete dreischiffige Kirche, die heute von einer evangelischen Gemeinde genutzt wird. Die Kirchengemeinde gehört zum Kirchenbezirk Crailsheim-Blaufelden der Evangelischen Landeskirche in Württemberg.

## Geschichte

### Baugeschichte
Der Bau der Kirche wurde am 22. Februar 1398 begonnen und bis 1440 beendet. Der romanische Vorgängerbau wurde nicht etwa zuvor abgerissen, vielmehr „umbaute“ man ihn, bis die Mauern des neuen Kirchenschiff etwa 2 m hoch standen. Der so lange weiterbenutzte Altbau wurde erst danach abgerissen; einen Teil der Steine verwendete man für den Bau des gotischen Nachfolgers.
Im ersten Bauabschnitt wurden Turm, Chor und Sakristei errichtet. Im zweiten wurden das Fundament gelegt, das Kirchenschiffs bis in etwa 2 m Höhe aufgemauert und anschließend der Vorgängerbau abgetragen. Im dritten schließlich schloss man die für den Abbruch des Altbaus freigehaltene Lücke an der Nordseite und vollendete das gotische Kirchenschiff.

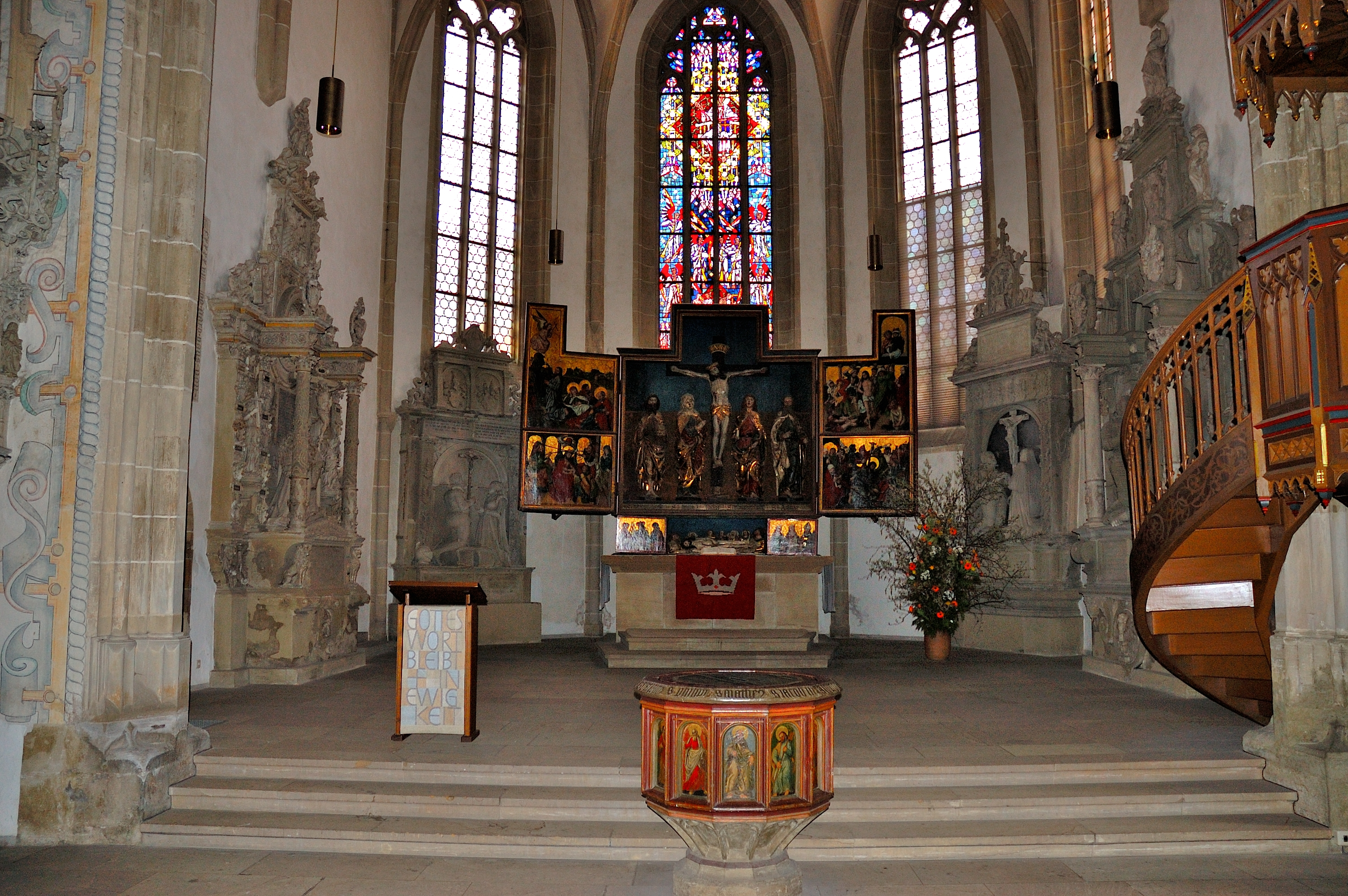
Taufstein und Altar

Weil der Dachstuhl noch ganz fehlte, konnte die Weihe im Jahre 1440 nur unter Notdächern über Schiff und Chor stattfinden. Dendrochronologische Altersbestimmungen ergaben, dass die heutigen Dachstühle in den Jahren 1454 (Chor) und 1457 (Kirchenschiff) erbaut wurden.
Nach dem Kirchturmbrand 1643 erhielt der Turm seine welsche Haube mit Laterne.
1967 wurden bei Restaurierungsarbeiten über dem Nordportal Wandfresten der Legende der drei Lebenden und drei Toten, einer Totentanzvariante, aus dem 15. Jahrhundert entdeckt. Ein Teil der sieben Figuren umfassenden Fresken ist durch eine später eingezogene Empore verdeckt.

### Kriegsschäden 1945
Im Zweiten Weltkrieg erlitt die Johanneskirche im Gegensatz zu den meisten anderen Gebäuden Crailsheims nur leichtere Beschädigungen. Am schmerzhaftesten war der Verlust der gemalten Chorfenster, die wie alle anderen Kirchenfenster der Schlacht um Crailsheim zum Opfer fielen. Außerdem wurden viele Türen beschädigt; die meisten ließen sich nach dem Krieg nicht mehr schließen. Das Dach wurde zur Hälfte abgedeckt und Regen konnte in die Kirche eindringen. Das Wasser zerstörte die Gipsdecken von Chor und Seitenschiffen. Da sich einige Gemeindemitglieder auf das Dach wagten und es notdürftig reparierten, gab es glücklicherweise keine nennenswerten weiteren Beschädigungen.

## Hochaltar
Der Flügelaltar entstand in der Spätgotik um 1490. Das Altarretabel stellt das Leben Johannes des Täufers sowie die Passion Christi dar und wird der Werkstatt des Nürnberger Malers Michael Wolgemut zugeschrieben. Mehrere Experten halten es für sehr wahrscheinlich, dass Teile eines der Tafelbilder auf der Außenseite, vor allem die Figur des Scharfrichters, von Albrecht Dürer gemalt wurden, der bei Wolgemut von 1486 bis 1489 eine Art Lehre absolviert hat.

## Orgel

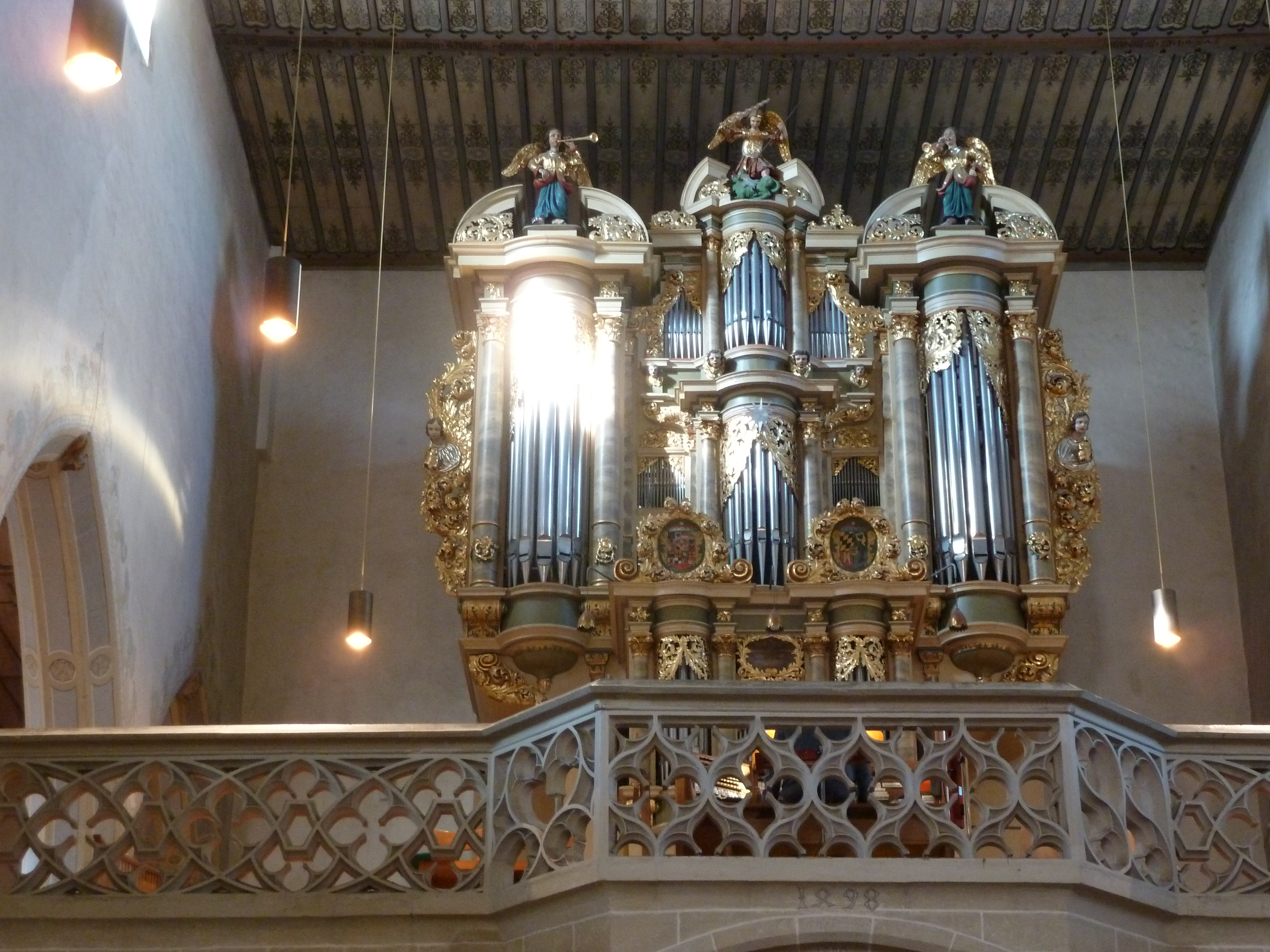
Orgel von Johann Georg Allgeyer d. Ä.

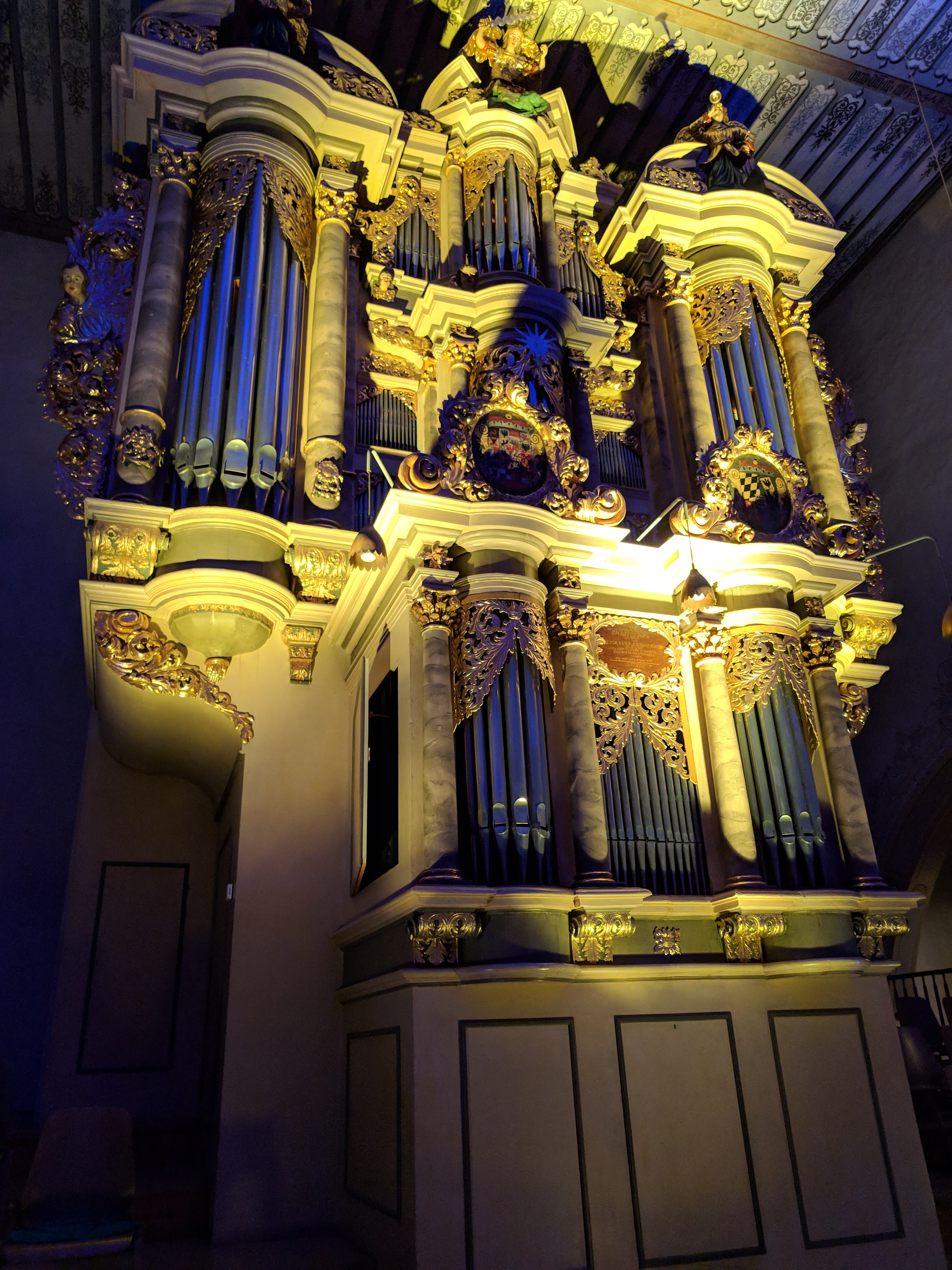
Totalaufnahme der Orgel

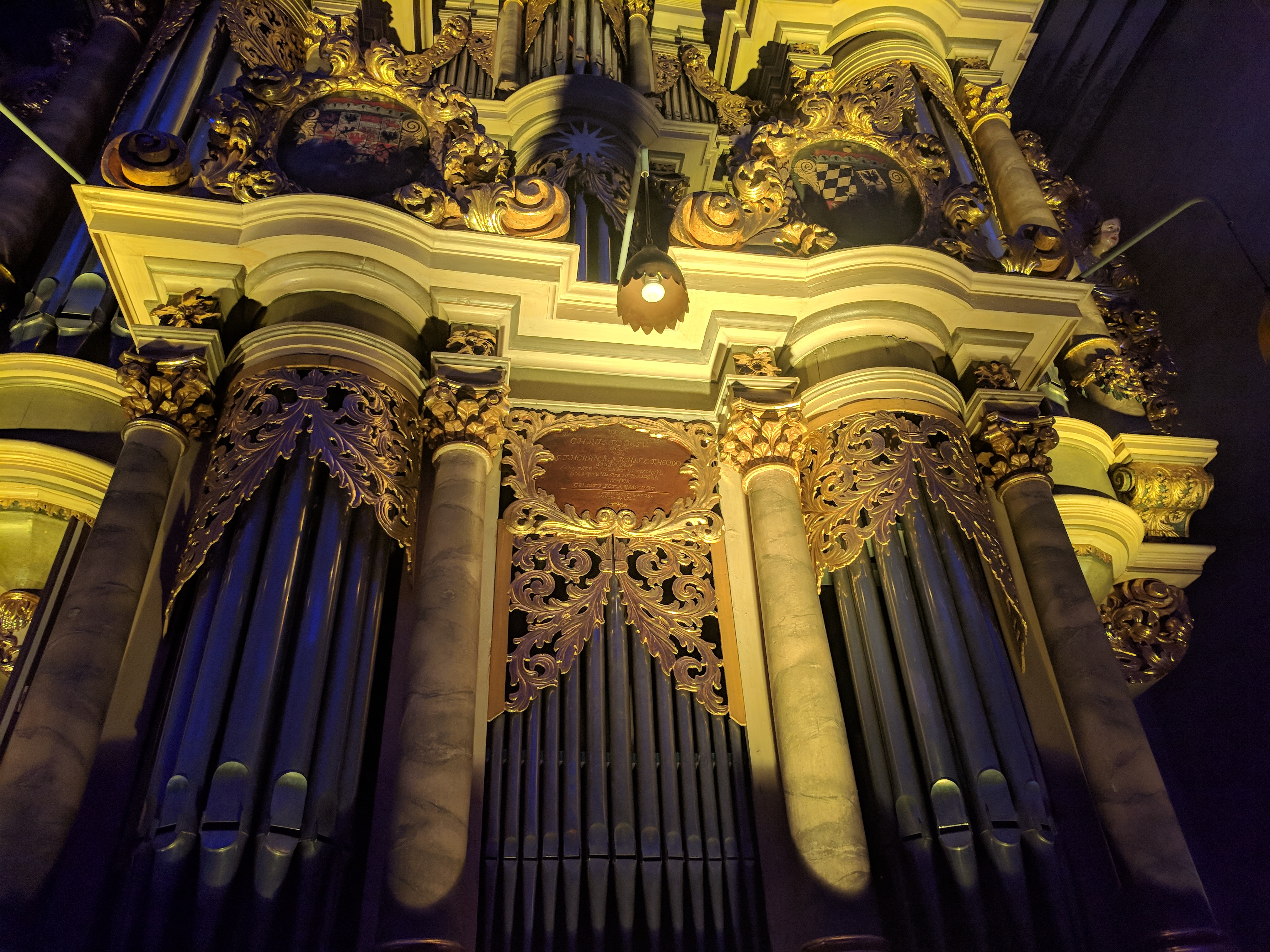
Detailansicht der Orgel

Der 1702 verstorbene Crailsheimer Dekan Michael Theodosius Seld hinterließ ein großherziges Legat zum Bau einer Orgel. Erste Verhandlungen wurden 1705 mit dem Augsburger Orgelbauer Johann Christoph Leo geführt. Dieser Akkord wurde jedoch aus nicht weiter überlieferten, mutmaßlich finanziellen Gründen wieder aufgehoben.

### Allgeyer-Orgel (1709)
Unter der gutachtlichen Leitung des Ansbacher Organisten Abdias Schneider wurde am 9. September 1706 ein Vertrag mit dem „berühmten“ Orgelmacher Johann Georg Allgeyer d. Ä. aus Hofen bei Aalen geschlossen. Dieser sah die Errichtung einer „schönen, ansehnlichen Orgel“ auf der Westempore vor. Geplant wurde ein Instrument mit 22 Registern auf zwei Manualen (Hauptwerk mit zwölf Registern und Rückpositiv mit sieben Registern) sowie ein Pedal mit drei Registern. Das Hauptwerk sollte 24 Schuh (7,20 Meter) hoch und 16 Schuh (4,80 m) breit, das Rückpositiv 11 Schuh (3,30 m) hoch und 9 Schuh (2,70 m) breit werden.
| Hauptwerk CDEFGA–c3            |     |        |
| Subbaß (gedackt)               | 16′ | (Holz) |
| Quintadena                     | 16′ | (Zinn) |
| Prinzipal                      | 8′  | (Zinn) |
| Salizional oder Viola da Gamba | 8′  | (Zinn) |
| Koppel                         | 8′  | (Zinn) |
| Oktave                         | 4′  | (Zinn) |
| Spitzflöte                     | 4′  | (Zinn) |
| Rohrflöte                      | 4′  | (Zinn) |
| Quinte                         | 3′  | (Zinn) |
| Superoktave                    | 2′  | (Zinn) |
| Sedezima                       | 1′  | (Zinn) |
| Mixtur IV                      | 2′  | (Zinn) |

| Rückpositiv CDEFGA–c3 |       |        |
| Koppel                | 8′    | (Holz) |
| Quintadena            | 8′    | (Zinn) |
| Prinzipal             | 4′    | (Zinn) |
| Flöte                 | 4′    | (Holz) |
| Superoktave           | 2′    | (Zinn) |
| Quinte                | 1 ⁄2′ | (Zinn) |
| Mixtur III            |       | (Zinn) |

| Pedal CDEFGA–b0         |     |        |
| Subbaß                  | 16′ | (Holz) |
| Prinzipal oder Oktavbaß | 8′  | (Holz) |
| Posaune                 | 8′  | (Zinn) |

Hinzu kamen noch Manual- und Pedalkoppeln, Tremulant und ein Zimbelstern. Die Manuale sollten vier ganze Oktaven umfassen, das Pedal 19 Tritte. Als Material für die Tasten waren Elfenbein und Ebenholz vorgesehen. Das Windwerk sollte aus sechs Blasebälgen zu je 8 Schuh (2,40 m) bestehen.

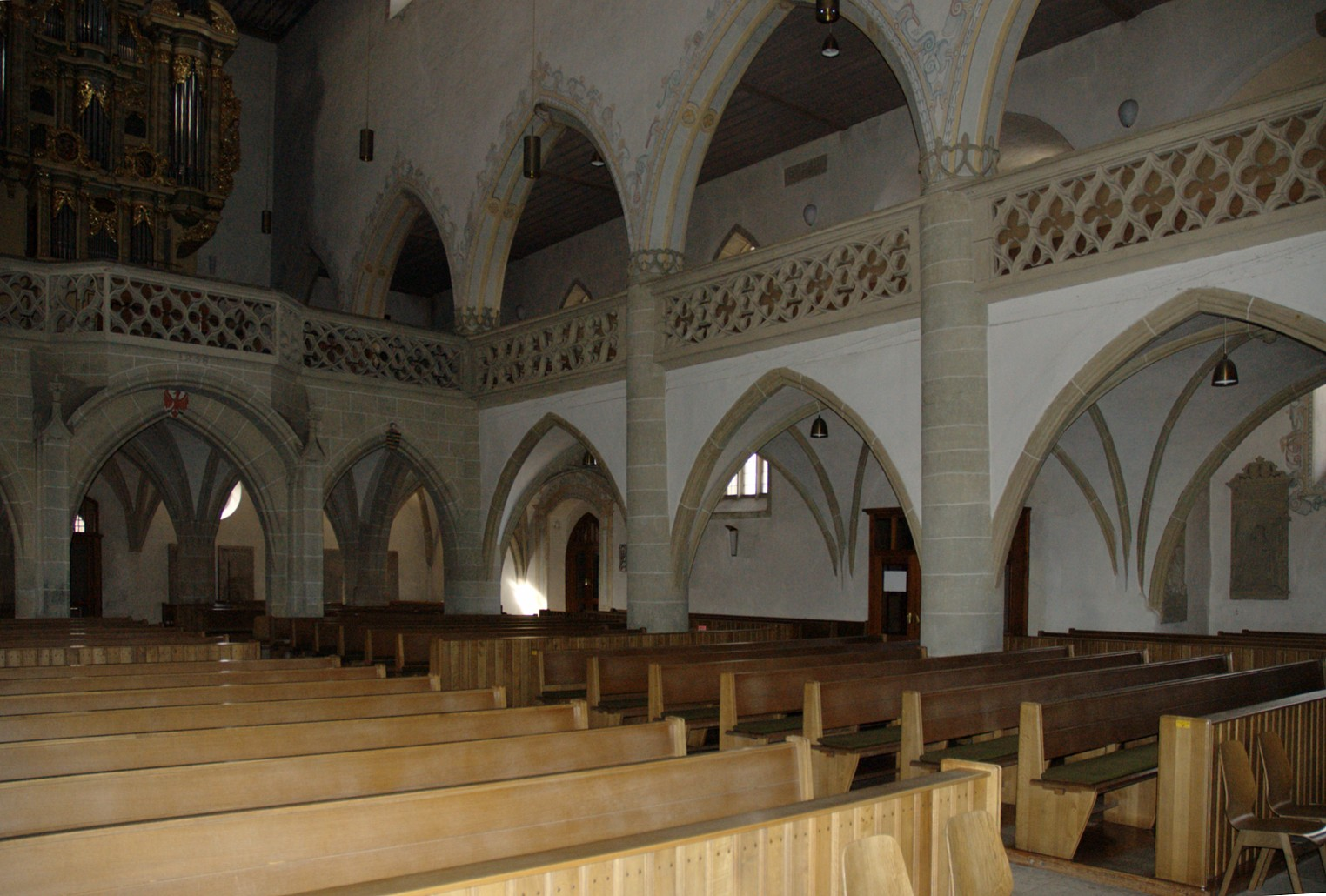
Johanneskirche Crailsheim

Der fünfachsige Prospekt wird von zwei mächtigen Außentürmen bestimmt, die über doppelgeschossige Zwischenfelder mit dem Mittelturm in Verbindung stehen. Über dieser niedrigen Mittelzone ist die Attrappe eines Oberwerks eingesetzt, um ein stimmiges Gesamtbild zu erhalten. Die Turmbedachungen werden von korinthischen Rundsäulen getragen. Als Aufsätze dienen gebrochene Segmentgiebel mit trompetenblasenden Engeln. In der Mitte kämpft Erzengel Michael mit einem Drachen. Das Akanthuswerk ist auffallend scharf gezahnt und mit zahlreichen Engeln verziert. Das Rückpositiv bildet im heutigen Zustand ein dem Untergehäuse vorgelagertes Unterpositiv. Sein dreiteiliger Prospekt ist ebenfalls durch kräftige Säulen gegliedert und mit Schnitzereien von Disteln verziert. An den stärker betonten äußeren Türmen finden sich Wappenschilder von Brandenburg und Württemberg. Eine Inschrifttafel erinnert an den Stifter.
Allgeyer war nach dem Wortlaut des Vertrags über 900 Gulden für sämtliche Arbeiten, die im Zusammenhang mit dem Orgelbau standen, selbst verantwortlich. Dies schloss die Herstellung der Blasebälge, der Windladen, des Prospektes einschließlich alles Säulen, Gesimse, Figuren, Bilder und Ornamente wie auch die Anschaffung sämtlicher Materialien ein. Ausgenommen waren lediglich das Bemalen und Vergolden des Orgelprospekts. Dieses wurde durch den Würzburger Maler Johann Mey gestaltet.
Beim Bau der Orgel half der junge Crailsheimer Organist Johann Christoph Faber. Zwischen ihm und Allgeyer bildete sich eine langwährende Bekanntschaft.
Den Orgelbau sollte er innerhalb eines Jahres „dermaßen accurate und nett verfertigen, wie es vonnöten“, außerdem „mit bestem Fleiß, dass er bei dessen hinkünftiger Besichtigung mit Ruhm bestehen möge“. Allgeyer konnte diese viel zu kurz bemessene Frist nicht halten. Die Orgel wurde schließlich am 15. August 1709 eingeweiht. Die alte Orgel verblieb noch bis 1745 in der Johanneskirche und wurde anschließend für 200 Gulden nach Mariäkappel verkauft.
Die Crailsheimer Orgel gilt bis heute als vermutlich größtes Orgelwerk Allgeyers.

### Umbauten durch Walcker 1864 und 1936
Im Jahr 1864 wurde die bis dahin unveränderte Orgel durch das Ludwigsburger Orgelbauunternehmen E. F. Walcker & Cie. Eberhard Friedrich Walcker eingreifend umgebaut. Das Rückpositiv wurde leergeräumt und die gesamte Orgel dem Zeitgeschmack entsprechend „modernisiert“ und im romantischen Sinne umdisponiert, so dass es sich quasi um einen Neubau handelte.
1936 baute Walcker das Instrument auf elektropneumatische Trakturen um; dabei wurde die Disposition erneut geändert, diesmal im Sinne der Orgelbewegung.

### Walcker-Orgel (1967)

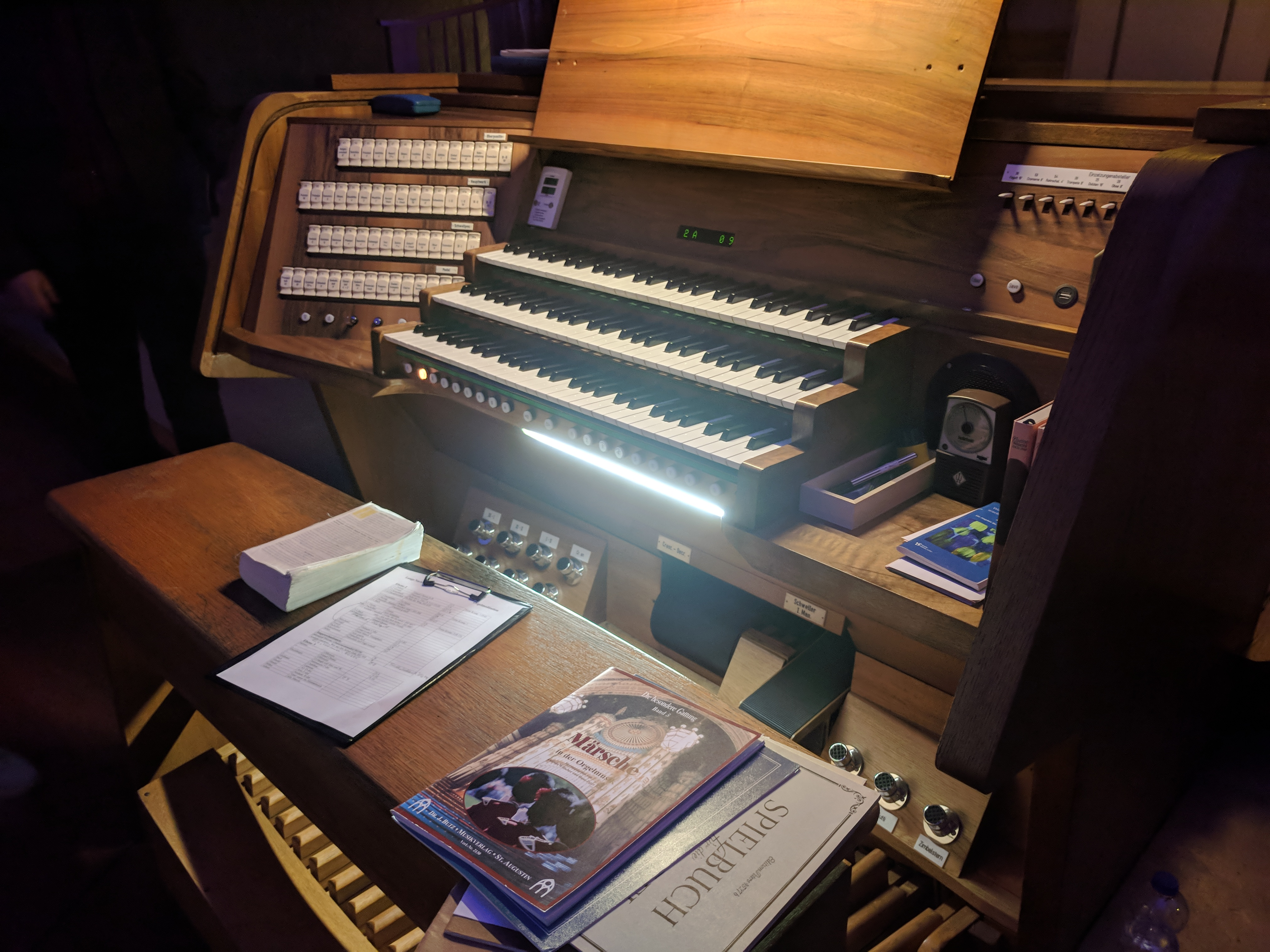
Spieltisch der Orgel seit 2016

Unter Wiederverwendung des originalen Orgelgehäuses der Allgeyer-Orgel wurde 1967 eine neue, größere Orgel von Walcker eingebaut. Das Rückpositivgehäuse fand als schwellbares Unterpositiv Verwendung. 1992 und 2016 fanden Überholungen, Umbauten und Erweiterungen des Instruments statt. Die  Orgel verfügt heute über 46 Register auf drei Manualen und Pedal; die aktuelle Disposition lautet wie folgt:
| I Hauptwerk C–g3 |       |
| Gedecktpommer    | 16′   |
| Prinzipal        | 8′    |
| Gemshorn         | 8′    |
| Schwebung        | 8′    |
| Oktave           | 4′    |
| Blockflöte       | 4′    |
| Waldflöte        | 2′    |
| Cornett V        | 8′    |
| Mixtur V–VI      | 1 ⁄3′ |
| Trompete         | 8′    |

| II Unterpositiv C–g3 |        |
| Gedeckt              | 8′     |
| Quintade             | 8′     |
| Salicional           | 8′     |
| Praestant            | 4′     |
| Rohrflöte            | 4′     |
| Schwiegel            | 2′     |
| Terz                 | 1 3⁄5′ |
| Quinte               | 1 ⁄3′  |
| Scharf IV            | 2′     |
| Dulzian              | 16′    |
| Hautbois             | 8′     |
| Tremulant            |        |

| III Oberwerk C–g3 |        |
| Geigenprinzipal   | 8′     |
| Rohrflöte         | 8′     |
| Prinzipal         | 4′     |
| Hohlflöte         | 4′     |
| Nasat             | 2 ⁄3′  |
| Oktave            | 2′     |
| Feldflöte         | 2′     |
| Terz              | 1 3⁄5′ |
| Sifflöte          | 1′     |
| Zimbel IV         |        |
| Cromorne          | 8′     |
| Rohrschalmei      | 4′     |
| Tremulant         |        |

| Pedal C–f1     |         |
| Prinzipal      | 16′     |
| Subbaß         | 16′     |
| Quintbaß       | 10 2⁄3′ |
| Oktavbaß       | 8′      |
| Gedecktbaß     | 8′      |
| Gedacktflöte   | 4′      |
| Choralbaß      | 4′+2’   |
| Hintersatz IV  |         |
| Posaune        | 16′     |
| Dunkeltrompete | 8′      |
| Clairon        | 4’      |
| Sgd. Cornett   | 2′      |

- Koppeln: II/I, III/I, III/II, I/P, II/P, III/P; Sub I/I, Sub I/II, Sub III/II (2016)
- Zimbelstern
- Spielhilfen: Setzeranlage, Crescendo-Walze